# Stazione di Castagnole delle Lanze
Stazione di Castagnole delle Lanze vasútállomás Olaszországban, Castagnole delle Lanze településen.

## Vasútvonalak
Az állomást az alábbi vasútvonalak érintik:
- Alessandria–Cavallermaggiore-vasútvonal
- Asti–Castagnole delle Lanze-vasútvonal

## Kapcsolódó állomások
A vasútállomáshoz az alábbi állomások vannak a legközelebb:
- Stazione di Costigliole d'Asti
- Costigliole (Motta di) railway halt
- Stazione di Neive